# Zhang Jilin
Pour les articles homonymes, voir Zhang.
Dans ce nom chinois, le nom de famille, Zhang, précède le nom personnel.
Zhang Jilin est une joueuse d'échecs chinoise puis australienne née le 24 juin 1986 à Harbin dans le Heilongjiang. Elle a le titre de grand maître international féminin depuis 2007 et d'arbitre international depuis 2010.
Au 1er avril 2023, elle est la deuxième joueuse australienne avec un classement Elo de 2 204.

## Biographie et carrière
Zhang Jilin a représenté la Chine lors du championnat du monde des moins de dix ans en 1996 au Îles Baléares et au championnat du monde junior (moins de vingt ans) en 2004, 2005 et 2006, finissant neuvième ex æquo en 2004 (7,5/11) et 2006 (8/11) et dixième ex æquo en 2005 (8/11).
Elle finit à la cinquième place après les départages au championnat d'Asie d'échecs féminin de 2009 avec 7 points sur 11 et cinquième ex aquo (7e place au départage) au championnat d'Asie de 2004 (avec 5,5 points sur 9).
Zhang participa au championnat du monde d'échecs féminin en 2008 à Naltchik où elle fut éliminée au premier tour par Inna Gaponenko (0,5 à 1,5). La même année, elle remporta la médaille de bronze au championnat du monde universitaire (moins de 26 ans) à Novokouznetsk.
En 2016, Zhang Jilin déménagea avec sa famille à Sydney. Elle est affiliée à la fédération australienne depuis août 2017 et a représenté l'Australie lors de l'Olympiade d'échecs de 2018, marquant 7 points sur 9 au troisième échiquier (l'Australie finit à la 44e place de la compétition). Lors de l'Olympiade d'échecs de 2022, elle marqua 5,5 points sur 9 au deuxième échiquier et l'Australie finit à la 42e place.